# Guy Siner
Guy Siner (Nova Iorque, 16 de Outubro de 1947) é um ator e dobrador norte-americano.
É mais conhecido pelo seu trabalho na série cómica de televisão 'Allo 'Allo! onde interpretava a personagem Tenente Gruber.

## Biografia
O pai dele era norte-americano, nascido em Newark, Nova Jersey e a sua mãe é inglesa, nascida em Bexhill-on-Sea, East Sussex. A sua mãe queria que fosse educado no Reino Unido, tendo a família regressado quando ele tinha cinco anos de idade. Depois de ter estudado numa escola pública, começou a treinar no palco na Webber Douglas Academy of Dramatic Art em Londres.
Participou nas séries: I, Claudius, Babylon 5, Seinfeld, You Rang, M'Lord?, The Brittas Empire, Secret Army (esta foi ironicamnete a série que ‘Allo ‘Allo serviu de paródia), Star Trek: Enterprise e em Doctor Who no episódio Genesis of the Daleks de 1975. Fez um pequeno papel no filme Pirates of the Caribbean: The Curse of the Black Pearl.
Quando 'Allo 'Allo! terminou em 1992, Siner trabalhou durante algum tempo nos Estados Unidos, mais propriamente em Los Angeles, Califórnia. Regressou ao Reino Unido anos mais tarde, e agora reside em Chesham, Buckinghamshire.
Faz parte do grupo de nove actores que apareceram nos sucessos de Star Trek e Doctor Who, os outros actores são Simon Pegg, Daphne Ashbrook, Maurice Roëves, Christopher Neame, Olaf Pooley, John Franklyn-Robbins, Barrie Ingham e Alan Dale.
Siner apareceu recentemente nos dois filmes escritos e realizados por David Roden, Beginner's Please de 2006 e  The Resurrectionist também do mesmo ano.
Em Junho e Julho de 2007, reviveu a sua personagem de Tenente Gruber, no Twelfth Night Theatre em Brisbane, juntamente com Gorden Kaye e Sue Hodge, interpretando os seus papéis originais. As outras personagens foram representadas por actores australianos, entre eles estavam Katy Manning, Steven Tandy, Chloe Dallimore, Jason Gann, Tony Alcock e David Knijnenburg.

### Jogos de vídeo
Guy deu voz a jogos de vídeo de Star Wars:
- Star Wars: Jedi Knight II - Jedi Outcast (2002)
- Star Wars: Galactic Battlegrounds (2001)
- Star Wars: Force Commander (2000)
- Star Wars: TIE Fighter (1995)